# Adota gnypetoides
Adota gnypetoides (лат.) — вид жуков-стафилинид рода Adota трибы Athetini из подсемейства Aleocharinae. Северная Америка (тихоокеанское морское побережье от Аляски до Калифорнии: Канада, США).

## Описание
Мелкие коротконадкрылые жуки, длина тела около 2 мм. Тело черное с темно-коричневыми ногами и светло-коричневыми лапками. Adota gnypetoides очень похож на Ad. maritima, но отличается от него более мелким размером тела, более короткими усиковыми сегментами, более узкой вершиной срединной доли, задним краем тергита 8 самца (выпуклым медиально) и менее крупной сперматекой. Adota gnypetoides — литоральный вид, распространенный в разлагающихся водорослях на пляже. Вид был впервые описан в 1910 году американским энтомологом Томасом Линкольном Кейси, младшим (1857—1925) в составе рода Atheta под названием Atheta (Adota) gnypetoides Casey, 1910..